# Integrale Planung

Gütesiegel für Integrale Planung

Integrale Planung ist ein zielgerichteter Kreativprozess einer Gruppe von Experten unterschiedlicher Fachdisziplinen zur Lösung einer komplexen, in der Regel technischen Aufgabe. Konzeptionell unterscheidet sich der Begriff nicht von der integrierten Planung. Im Sprachgebrauch hat sich dennoch eine klare inhaltliche Abgrenzung etabliert.
Integrale Planung steht für einen ganzheitlichen Ansatz zur Planung von Bauwerken. Ganzheitlich, da integrale Planung die gleichzeitige Mitwirkung aller am Planungsprozess beteiligten Fachdisziplinen und Stakeholder verlangt. Die frühzeitige Einbeziehung aller notwendigen Experten im Planungsteam und deren gleichzeitige und abgestimmte Bearbeitung der Planungsaufgabe sind das zentrale Element. Ihre Einbindung, schon in der konzeptionellen Phase ist von größter Wichtigkeit, da diese Planungsphase für die bestmögliche Gestaltung des Lebenszyklus des Gebäudes ausschlaggebend ist.
Integrierte Planung hingegen steht in der Regel für einen ganzheitlichen Ansatz zur Entwicklung von Prototypen und Innovationen in der Industrie, insbesondere der Automobilindustrie.

## Einführung
Zu Beginn des Planungsprojekts sind wenig Daten oder Werkzeuge vorhanden, um die Kreativität und Innovationskraft der Beteiligten an den Zielen des Bauherrn oder Auftraggebers auszurichten. Ein wichtiger Schritt dieser Leistungsphase kann die Bedarfsplanung nach DIN 18205 sein. In dieser Phase ringen alle Entwicklungs- und Planungsbeteiligten um eine gemeinsame Vorstellung. Nur durch frühzeitige Kooperation kann das Wissen zeitgerecht übertragen werden, bzw. das neue gemeinsame Wissen um die zielgerichtete Lösung entstehen. Die frühe Einbindung ermöglicht ein gemeinschaftliches Übereinkommen, wie die mit der Aufgabe verbundenen Ziele bestmöglich erreicht werden können. Dadurch verkürzt sich der Planungs- und Entwicklungsprozess wesentlich, die Anzahl der Planänderungen wird verringert, somit die Kosten reduziert und Qualität gesteigert.
Die starke Einbeziehung der Informations- und Kommunikationstechnik (IKT) ist ein weiteres Merkmal integraler Planung. Sie ermöglicht effiziente Kommunikation und Organisation sowie Simulation und Optimierung während der Planungsphase. Durch die Verwendung von BIM im Planungsprozess werden diese Vorteile noch verstärkt.
Typischerweise umfasst die integrale Planung auch die Überwachung der qualitätsgerechten Umsetzung über den gesamten Lebenszyklus von dem Bauwerk. Um der ganzheitlichen Betrachtung des Bauwerklebenszyklus Rechnung zu tragen, ist es im Rahmen einer integralen Planung auch notwendig frühzeitig den zukünftigen Betreiber, das sogenannte FM im Entwurfsprozess einzubinden. Bei komplexen Bauvorhaben sollten zur Abstimmung der Planungsunterlagen sowie den hieraus entstehenden Revisionsunterlagen auf die Belange des FM auch die Anforderungen der zukünftig in dem Objekt verwendete CAFM und der Gebäudeautomation berücksichtigt werden. Als Hilfestellung hierzu kann das Blatt 1.1 Dokumentation in der technischen Gebäudeausrüstung: Inhalte und Beschaffenheit von Planungs-, Ausführungs- und Revisionsunterlagen, FM-spezifische Anforderungen an die Dokumentation der VDI 6026 herangezogen werden.
Die integrale Planung von Bauwerken ist im angloamerikanischen und skandinavischen Raum stärker verbreitet als in Mittel- und Zentraleuropa. Insbesondere im deutschsprachigen Raum ist traditionell die aufeinander folgende Bearbeitung durch den Architekten als Verantwortlicher für den Entwurf, den Tragwerksplaner als Verantwortlicher für die Bauwerksberechnung und den Ingenieur der technischen Gebäudeausrüstung (TGA) als Planer für die Technik, sowie die anschließende Bauausführung gängige Praxis. Als Hauptursachen gelten das Ausbildungssystem, die darauf aufbauenden Berufsbilder und die Honorarordnungen im DACH-Raum.

## Integrale Gebäudeplanung
Die Integrale Planung gilt heute als Schlüssel für die Realisierung der nachhaltigen, ressourcen- und energieschonenden Gebäude. Durch ihre ganzheitliche Betrachtungsweise wird sie erfolgreich für die frühzeitige Optimierung ökonomischer, ökologischer und sozio-kultureller Zielsetzungen angewandt. Zunächst wurde die Integrale Gebäudeplanung vorwiegend in Zusammenhang mit energie- und ressourceneffizientem Bauen angewendet. Beispielsweise hat die Stadt Wien einen Leitfaden für energiebewusstes Errichten von Dienstleistungsgebäuden herausgegeben, in dem auf die Bedeutung des integralen Planungsprozesses detailliert eingegangen wird. Außerdem hat der Schweizerische Ingenieur- und Architektenverein einen Leitfaden für „Teamorientiertes Planen“ veröffentlicht. Auch im Bereich der öffentlichen und der halb-öffentlichen Bauträger wird dem Thema Integrale Planung vermehrt Aufmerksamkeit geschenkt.

### Ziele
Neben den traditionellen Zielen der Gebäudeplanung (Ästhetik, Nutzungs- und Bedienkomfort, Kosteneffizienz) steigen die Anforderungen seitens Bauherrn, Gesetzgebung und Öffentlichkeit nach Ressourcenschonung, Energieeffizienz, Optimierung der Gebäude-Lebenszykluskosten und die Wertsicherung durch Zertifizierung der Immobilie. Somit ergibt sich eine zunehmend komplexe, zum Teil widersprechende Zielematrix, die ihrerseits neue ganzheitliche Planungsprozesse erfordert. Die Integrale Planungsmethodik setzt die holistische Betrachtungsweise eines Gebäudes und seiner Funktionen während des gesamten Lebenszyklus – von der Konzeption über Planung, Errichtung und Betrieb bis zur Entsorgung und Wiederverwertung voraus. Die lebenszyklische Gebäudequalität kann durch Schaffung einer gemeinsamen Wissensbasis, aber auch durch Anwendung unterschiedlicher Werkzeuge, prognostiziert und optimiert werden, wie durch die thermische Gebäudesimulation, Lebenszyklusanalyse mit Berechnung der Lebenszykluskosten und Gebäudezertifizierung. Die unterschiedlichen Interessen und Perspektiven von Nutzern, Investoren und Öffentlichkeit können durch frühe Mitwirkung in den Planungsprozess einbezogen werden.

### Vorteile der Integralen Planung gegenüber traditionellen Planungsprozessen
Die simultane Verschränkung interdisziplinären Wissens unterschiedlicher Fachbereiche im Integralen Planungsprozess gilt als zentraler Vorteil bei der Bearbeitung multidimensionaler Zielsysteme. Die Befürworter der Integralen Planung gehen davon aus, dass ein funktionierendes interdisziplinäres Team immer zu besseren Lösungsansätzen kommt, was durch experimentelle Planspiele wie Walt-Disney-Methode oder NASA-Weltraumspiel belegt wurde, als ein Architekt, der die Lösung vorgibt und die Ingenieurleistungen additiv ergänzt. Denn, so die Argumentation, komme es a) zu mehr Kreativleistung und b) zu einer Reduktion von Komplexität. Die Vermeidung von Kollisionen und Missverständnissen an den fachbezogenen Schnittstellen führe zu Effizienzsteigerung bei Planungsaufwand. Darüber hinaus könne ein interdisziplinäres Team interdependente Planungsentscheidungen und -konsequenzen besser und frühzeitiger identifizieren und damit rechtzeitig relevante Entscheidungsgrundlagen liefern. Damit steige die Entscheidungsqualität im Planungsprozess, insbesondere in der frühen Projektphase, die den größten Einfluss auf Errichtungs- und Betriebskosten hat. Zusammenfassend, können als Vorteile der Integralen Planung die Reduktion von Zeit und Kosten durch weniger Änderungen und Minimierung von Fehlern, Steigerung der Qualität, Schaffung von gemeinsamem Wissen und lebenszyklischer Optimierung.

### Formen der Projektorganisation
Die Projektstruktur der Integralen Planung lässt sich grob in drei unterschiedliche Organisationsformen einteilen:
- Integrale Planung als zielgerichtetes und gesteuertes Netzwerk voneinander unabhängiger Fachplaner (Architekt, Fachingenieur, Bauunternehmen, Projektsteuerung usw.). Vorteil: Der Bauherr kann Partner seiner Wahl für die erforderlichen Planungssparten auswählen. Durch Wettbewerb in einer Ausschreibung kann er nach eigenen Kriterien und Erfahrungen auch unter wirtschaftlichen Gesichtspunkten seine Entscheidung treffen.  Der Bauherr hat die Möglichkeit proaktiver Bestandteil des Planungsteams zu sein. Nachteil: viele Ansprechpartner, Schnittstellenproblematik; große Kompetenz des Bauherrn wird abverlangt.
- Integrale Planung als zielgerichtetes und gesteuertes Netzwerk mit der Zusammenfassung von verschiedenen Aufgabenpaketen. Klassisch wird hier eine Aufteilung zwischen der Objektplanung und der TGA-Fachplanung vorgenommen und ein Integrationsplaner mit einer hohen Kompetenz in beiden Bereichen bringt die Parteien zusammen. Zu Beginn der Planungsphase koordiniert der Integrationsplaner die einzelnen TGA-Fachplaner bei der Ausarbeitung eines auf der Bedarfsplanung des Bauherrn basierenden Konzepts für die gesamte TGA. Der Integrationsplaner beurteilt dabei die Lösungsansätze der Fachplaner (Fachplanungskonzepte) und führt sie zu einem zielgerichteten Gesamtkonzept zusammen. Das TGA-Gesamtkonzept stimmt der Integrationsplaner mit dem Objektplaner bzw. dessen Planung ab. Im weiteren Planungsprozess übernimmt er die Koordinierung der Fachplaner der TGA. Auch  ihre Schnittstellen zur Objektplanung sowie anderen Planungsbeteiligten stimmt er ab. Ein besonderer Fokus liegt hierbei auf der Koordination der Schnittstellen zur Fachplanung der Gebäudeautomation. Vorteil: hohe Kompetenzbündelung in den für das Bauvorhaben wichtigen Bereichen, wenig Schnittstellenprobleme, hohe Planungstiefe durch übergeordnete Abstimmungen und Konzepte wie Energiekonzept, Betriebsführungskonzept, Nutzungskonzept, Brandschutzkonzept, TGA-Gesamtkonzept; auskömmliche Honorare. Nachteil: Beschränkung des Wettbewerbs; große Kompetenz des Integrationsplaners wird abverlangt.[12]

Den beiden weiteren Formen ist gemeinsam, dass der Bauherr in der Regel nur einen Ansprechpartner hat.
- Integrale Planung als zielgerichtetes und gesteuertes Netzwerk voneinander unabhängiger Fachplaner unter der Leitung eines Generalplaners (Projektsteuerer, Objektplaner, Fachplaner usw.) oder Generalunternehmers (Bauunternehmen). Vorteil: Der Bauherr kann Partner seiner Wahl für die erforderlichen Planungssparten nominieren, der GP/GU kann sein eingespieltes Team zusammenstellen. Nachteil: Schnittstellenproblematik, möglicherweise unterschiedliche wirtschaftliche Interessen und Planungskulturen des Generalplaners und der Teammitglieder, Benachteiligung von kleinen Planungsbüros oder Handwerksbetrieben, große Kompetenz des GP/GU wird abverlangt, Kostensteigerung durch GU-Aufschlag.
- Integrale Planung eines Gesamtverantwortlichen, der alle wesentlichen Fachplaner (Architekten und Ingenieure) in seiner Organisation unter einem Dach vereint. Bei dieser nach anglo-amerikanischem Vorbild entwickelten Methode stellt der Gesamtprojektleiter (Architekt, Bauingenieur) ein reibungsloses und effizientes Arbeiten der aufeinander eingespielten Teammitglieder sicher. Vorteil: Die Gesamtplanung erscheint besonders geeignet die Verantwortungs- und Schnittstellenproblematik zwischen den Fachdisziplinen zu reduzieren und eine echte Integrale Planungskultur zu entwickeln, da die wirtschaftlichen Interessen der Teammitglieder vereint sind. Nachteil: „Group Think“-Phänomen, da eingespieltes Team, weniger Raum für den positiven Konflikt um die Team-Leistung zu steigern bzw. um die Lösungen kritisch zu hinterfragen, große Kompetenz des GV wird abverlangt, Kostensteigerung durch GV-Aufschlag, Benachteiligung von kleinen Planungsbüros oder Handwerksbetrieben.

### Werkzeuge – Digitale Gebäudemodellierung
In der modernen Gebäudeplanung mit dem Anspruch, komplexe Systeme zu optimieren, stoßen herkömmliche Planungswerkzeuge, analog oder digital (CAD), an ihre Grenzen. Ein Gebäude durchläuft verschiedene Lebenszyklusphasen: Entwurf, Planung, Bau, Nutzung, Umnutzung, Renovation und Abriss. In jeder Phase werden von den Projektbeteiligten wie den Architekten, Ingenieuren, Fachplanern und Ausführenden eine Vielzahl von Dokumenten generiert, die den momentanen Status des Gebäudes abbilden. Der Informationsaustausch erfolgt über kommerzielle oder offene Datenaustauschstandards.
Leistungsfähige Modelliersoftware, die Verfügbarkeit von ausreichend leistungsstarker Hardware und eine schnelle Vernetzung über das Internet machen es möglich, mit sogenannte Building Information Models (BIMs) den Planungsprozess fundamental zu verändern. Die dreidimensionalen Gebäudemodelle müssen hierfür von allen Projektbeteiligten mit den relevanten Informationen gefüllt werden. Hierbei sind die geometrischen Daten nur ein kleiner Teil der einzufügenden Informationen, jedes Bauteil wird durch eine Vielzahl von Attributen beschrieben. Hierzu zählen neben technischen Daten zur Qualität auch Kosten- und Terminplanungsinformationen. Das Erarbeiten dieser Information im Planungsprozess funktioniert idealerweise in einer Cloud-Lösung, bei der alle in einem Model arbeiten. So werden die einzelnen Planungschritte transparent, weil jeder sehen kann welche Auswirkungen sein Handeln auf andere Gebäudeteile hat. Entscheidet zum Beispiel der Statiker, dass eine tragende Säule breiter werden muss. Kann es passieren, dass die in diesem Bereich verlaufende Kabeltrasse verschoben werden muss. Der Datenaustausch einzelner Planungsstände innerhalb des Projektteams entfällt damit.
Allerdings müssen die Projektbeteiligten bei dem digitalen Planungsprozess weiterhin koordiniert werden. Diese Funktion wird in der Regel von einem BIM-Manager übernommen, welcher Regeln zum Workflow aufstellt, erklärt und die Einhaltung überwacht. Ein weiterer Vorteil von Gebäudemodelen aus einem BIM-Planungsprozess ist, dass sie als intelligente Wissensdatenbank im gesamten Lebenszyklus eingesetzt werden können. Hierzu sollten allerdings die für den Betrieb wichtigen Informationen wie zum Beispiel Wartungszyklen von Feststellanlagen an Türen, Brandmeldern usw. in dem Model hinterlegt werden.
Zahlreiche Untersuchungen weisen das BIM-Potential als Katalysator aus, der die Fragmentierung des Planungs- und Bauprozesses wesentlich reduziert, die Effizienz steigert und Planungskosten (durch die Minimierung der Änderungen) senkt. Der verstärkte Einzug von Building Information Modeling verspricht eine fundamentale Veränderung des Planungs-, Errichtungs- und Betriebsprozesses von Gebäuden. Somit bezeichnet BIM eine durch die Digitalisierung getriebene prozedurale Veränderungen in der Gestaltung, Nutzung und dem Betrieb (Facility Management) von Gebäuden. Es stellt einen Paradigmenwechsel in Richtung lebenszyklischer, integraler Planung dar. Integrale Planung ohne BIM ist realisierbar, aber eine konsequente Umsetzung von BIM ohne integrale Planung ist nicht machbar.

## Einsatzfelder

### Integrale Planung im Bauwesen
Nach eigenen Angaben war das Gesamtplanungsbüro ATP architekten ingenieure eins der ersten Büros, die seit dem Jahr 1976 integrale Planung im zentraleuropäischen Raum konsequent gelebt haben. Zu den wichtigsten Projekten, welche mittels integraler Planungsmethodik durch ATP entwickelt wurden zählen der Terminal 2 des Flughafens Berlin-Brandenburg, das Stadtteilzentrum ALEJA in Ljubljana und das Plus-Energie-Gebäude Viega, Attersee.
Der Vorstandsvorsitzende von ATP architekten ingenieure, Christoph M. Achammer, ist ein vehementer Befürworter dieser Planungsmethodik. Seit 2012 wendet ATP Building Information Modeling (BIM) im Rahmen der Integralen Planung an. 2021 kündigt ATP neben der Integration von Consultingleistungen im Vorfeld der Integralen Planung – upstream – mit DCM (Design Construction Management) eine Erweiterung dieses integralen Ansatzes – downstream – an. Damit reagiert das Unternehmen auf die zunehmende Vertikalisierung der Prozesse in Richtung DesignBuild-Anforderungen.
Spätestens seit der letzten Jahrtausendwende setzt sich die integrale Planung bei komplexen Bauprojekten in der DACH-Region immer weiter durch. Zunehmende Bedeutung gewinnt die integrale Planung auch bei Bauvorhaben der öffentlichen Hand. So hat das deutsche Bundesministerium für Verkehr, Bau und Stadtentwicklung seit 2009 ein Bewertungssystem Nachhaltiges Bauen (BNB) Neubau Büro- und Verwaltungsgebäude im Einsatz, bei dem Integrale Planung das Kriterium zur Planungs- und Prozessqualität ist.

### Integrale Planung in der Forschung und Lehre
An der TU Wien wurde die Forschungsgruppe für Integrale Planung am Fachbereich für Industriebau und interdisziplinäre Bauplanung von Iva Kovacic gegründet, die Integralen Planungsmethodik erforscht und diese auch in der Lehre intensiv vermittelt. Zum wichtigsten Forschungsprojekten gehören „Cost Benefits of Integrated Planning“ sowie „BIM Sustain“.
Als wichtigste Lehrveranstaltung im Masterstudiengang gilt der Concrete Student Trophy, ein internationales Studentenwettbewerb, in Mitwirkung mit dem VÖZ, welcher Wettbewerbsauslober ist. Die Voraussetzung für die Teilnahme beim Wettbewerb war die interdisziplinäre Teambesetzung, aus mindestens einen Studierenden der Architektur und einen der Bauingenieurwesen. Einige Projekte wurden bereits realisiert, wie die Paul-Amann-Brücke in Wien.
Mit der „Interdisciplinary Student Design & Engineering Challenge – ISDEC2030“ gibt es seit 2021 ein neues Format des interdisziplinären Studierendenwettbewerbs, organisiert und durchgeführt vom Forschungsbereich Integrale Bauplanung und Industriebau der TU Wien und ATP architekten und ingenieure. In der ISDEC2030 widmen sich Architektur- und Bauingenieurstudierende in interdisziplinärer Zusammenarbeit der gemeinsamen Entwicklung von innovativen und nachhaltigen Lösungen aus dem Bauwesen.
Ein weiteres Beispiel der gelebten integralen Planung ist LISI (Living Inspired by Sustainable Innovation), das österreichische Gewinnerprojekt beim Solar Decathlon 2013 – welche in interdisziplinärer Zusammenarbeit mehreren Forschungsinstitute unter Leitung von Karin Stieldorf realisiert wurde. Klaus Daniels setzte die ersten Schritte für ein integrales Gebäudeentwurf an der TU Darmstadt, Fachbereich Architektur, Entwerfen und Gebäudetechnologie, wo Energie- und Gebäudetechnik ein Bestandteil des Architekturkonzepts werden. Seit 2008 bietet die Köln International School of Design (KISD) einen Bachelor- und Master-Studienlehrgang „Integrated Design“ an.

### Integrale Planung in der Automobilindustrie
Als Beispiel für angewandte integrale Planung kann die integrierte Produktentwicklung der Automobilindustrie gelten, bei der „alle am Erstellungsprozess beteiligten Abteilungen und die betroffenen Spezialisten eng und unmittelbar zusammen arbeiten“. Ehrlenspiel definiert sie als „…Methodik zur Produkterstellung unter besonderer Berücksichtigung der Zielorientierung und Zusammenarbeit der beteiligten Menschen“.